# L'Ange aux cheveux d'or
L’Ange aux cheveux d'or, appelé aussi icône de Gabriel archange (en russe Ангел Златые власы, Anguel Zlatye vlassy), est une icône ancienne du Musée russe à Saint-Pétersbourg. Elle date de la seconde moitié du XIIe siècle. La plupart des spécialistes l'attribuent à l'école de Novgorod. 
Ce qui caractérise cette icône sont les cheveux d'or réalisés suivant la technique dite de l'« assist d'icône » à la feuille d'or. Pour chaque cheveu de l'ange est posé un mince fil d'or à partir d'une feuille d'or, ce qui le fait briller d'une lumière « céleste », l'or symbolisant le divin.

## Histoire
L'icône a été découverte durant la première moitié des années 1920 dans un département d'antiquité du musée Musée Roumiantsev à Moscou, et fut attribuée à Simon Ouchakov, peintre d'icône du XVIIe siècle. Comment elle est arrivée dans ce musée personne ne le sait. Après la disparition de ce musée en 1925 l'icône fut déposée au Musée historique d'État à Moscou, où elle fut exposée pour la première fois lors d'une exposition d'icône russes anciennes en 1926. Plus tard elle passa dans les collections de la Galerie Tretiakov. Puis en 1934 elle prit place dans la collection du Musée russe (Inventaire № ДРЖ-2115).
Cette icône est datée aujourd'hui de la fin du XIIe siècle, avec son style kominovski. C'est une image très lyrique et remplie d'émotion avec ses grands yeux calmes. Ce visage diffère de celui des icônes russes traditionnelles aux yeux figés, eu nez étroit. L'auteur s'attache à la réalisation d'une beauté charnelle.   